# Lepanthes
Lepanthes es un género de planta de la subtribu Pleurothallidinae perteneciente a la familia Orchidaceae.

## Hábitat
Son orquídeas Neotropicales distribuidas desde México hasta Bolivia incluyendo las Antillas y Cuba, sin embargo la mayor diversidad se concentra en los Andes, especialmente en Colombia, Ecuador y el Brasil continental.

## Descripción
Éstas carecen de pseudobulbos, siendo similares a otras Pleurothallidinae de las cuales se diferencian por la presencia de vainas Lepantiformes en el ramicaule (son vainas cónicas e híspidas, también presentes en otros géneros de la subtribú: Trichosalpinx, Draconanthes y Lepanthopsis), la inflorescencia es racemosa, y siempre tienen pétalos transversalmente bilobados.

## Taxonomía
El género fue descrito por Peter Olof Swartz y publicado en Nova Acta Regiae Societatis Scientiarum Upsaliensis 6: 85, f. 6. 1799.
Etimología
Lepanthes: nombre genérico que deriva de dos palabras latinizadas griegas: λεπίς, λεπίδος (Lepis), que significa "escala "; y άνθος, άνθεος (anthos), que significa "flor", en referencia a las flores de este género en capas o tal vez por la textura de su labio.

## Especies de Lepanthes
Hay unas 1300 especies y taxones infraespécificos descritos, de los cuales unos 700 parecen válidos en este género.

### A
- Lepanthes abitaguae Luer & L.Jost, 1999.
- Lepanthes abortiva Luer & R.Escobar,  1991.
- Lepanthes absens Luer & Hirtz, 1996.
- Lepanthes acarina Luer, 1983.
- Lepanthes aciculifolia Luer, 1996.
- Lepanthes acoridilabia Ames & C.Schweinf., 1930.
- Lepanthes acrogenia Luer & R.Escobar, 1991.
- Lepanthes actias-luna Luer & Hirtz, 1987.
- Lepanthes aculeata Luer, 1983.
- Lepanthes acuminata Schltr., Repert. Spec. Nov. Regni Veg. 10: 355 1912.
  - Lepanthes acuminata subsp. acuminata.
  - Lepanthes acuminata subsp. ernestii Salazar & Soto Arenas, 1996.
- Lepanthes acunae Hespenh., 1973.
- Lepanthes acutissima Luer & R.Escobar, 1994.
- Lepanthes adamsii Hespenh., 1968.
- Lepanthes adelphe Luer & Hirtz, 1996.
- Lepanthes adrianae Luer, 2002.
- Lepanthes aduncata Luer & R.Escobar, 1993.
- Lepanthes aeora Luer & Hirtz, 1987.
- Lepanthes affinis Luer & R.Escobar, 1988.
- Lepanthes aggeris Luer & R.Escobar, 1993.
- Lepanthes agglutinata Luer, 1983.
- Lepanthes aithalos Carnevali & I.Ramírez in G.A.Romero & G.Carnevali, 2000.
- Lepanthes alcicornis Luer & R.Escobar, 1984.
- Lepanthes alkaia Luer & R.Escobar, 1985.
- Lepanthes allector Luer & R.Escobar, 1983.
- Lepanthes almolongae Luer & Béhar, 1991.
- Lepanthes alopex Luer & Hirtz, 1996.
- Lepanthes alticola C.Schweinf., 1942.
- Lepanthes alvarezii P.Ortiz, 2006.
- Lepanthes amabilis Luer, 1983.
- Lepanthes amphioxa Luer & Hirtz, 1996.
- Lepanthes amplectens Luer & Hermans, 1995.
- Lepanthes amplior Luer & R.Escobar, 1991.
- Lepanthes amplisepala Luer & R.Escobar, 1994.
- Lepanthes anatina Luer & R.Escobar, 1997.
- Lepanthes anchorifera Luer, 2003.
- Lepanthes ancylopetala Dressler, 1959.
- Lepanthes andreettae Luer, 1993.
- Lepanthes anfracta Garay & Dunst., 1976.
- Lepanthes angulata Luer & Hirtz, 1996.
- Lepanthes anisoloba Dod ex Luer, 2003.
- Lepanthes ankistra Luer & Dressler, 1986.
- Lepanthes anserina Luer & R.Escobar, 1984.
- Lepanthes antennata Luer & R.Escobar, 1994.
- Lepanthes antennifera Luer & R.Escobar, 1985.
- Lepanthes antilocapra Luer & Dressler, 1986.
- Lepanthes antiopa Luer, 1983.
- Lepanthes antioquiensis Schltr., 1920.
- Lepanthes apiculata Dod ex Luer, 2003.
- Lepanthes appendiculata Ames, 1923.
- Lepanthes applanata Luer 2002.
- Lepanthes aprica Catling & V.R.Catling, 1988.
- Lepanthes aprina Luer & L.Jost, 1999.
- Lepanthes aquila-borussiae Rchb.f., 1854.
- Lepanthes arachnion Luer & Dressler, 1986.
- Lepanthes arbaceae Luer & Cloes, 2002.
- Lepanthes arbuscula Luer & R.Escobar, 1993.
- Lepanthes arethusa Luer & R.Escobar, 1999.
- Lepanthes argentata Luer & R.Escobar, 1988.
- Lepanthes ariasiana Luer & L.Jost, 1998.
- Lepanthes aries Luer, 1983.
- Lepanthes aristata Luer & R.Escobar, 1985.
- Lepanthes asoma Luer & Hirtz, 1986.
- Lepanthes athena Luer, 1996.
- Lepanthes atomifera Luer & R.Escobar, 1984.
- Lepanthes atrata Endres ex Luer, 1995.
- Lepanthes attenuata Salazar, Soto Arenas & O.Suárez, 1996.
- Lepanthes atwoodii Luer, 1992.
- Lepanthes aubryi Luer & H.P.Jesup, 2002.
- Lepanthes auditor Luer & R.Escobar, 1988.
- Lepanthes aurea Urb., 1917.
- Lepanthes aures-asini Luer & R.Escobar, 1984.
- Lepanthes auriculata Luer, 1983.
- Lepanthes aurita Luer & R.Escobar, 1983.
- Lepanthes aurorae D.E.Benn. & Christenson, 2001.
- Lepanthes auspicata Luer & R.Escobar, 1999.
- Lepanthes austinae Dod ex Luer, 2003.
- Lepanthes avicularia Luer & Hirtz, 1987.
- Lepanthes avis Rchb.f., 1856.

## B
- A
- B
- C
- D
- E
- F
- G
- H
- I
- J
- K
- L
- M
- N
- Ñ
- O
- P
- Q
- R
- S
- T
- U
- V
- W
- X
- Y
- Z

- Lepanthes bahorucana Hespenh. & Dod, 1989.
- Lepanthes ballatrix Luer, 1983.
- Lepanthes barbae Schltr., 1923.
- Lepanthes barbatula Luer & R.Vásquez, 1992.
- Lepanthes barbelifera Luer & Hirtz, Monogr. 1996.
- Lepanthes barbigera Luer & L.Jost, 1999.
- Lepanthes barbosae Luer, 1995.
- Lepanthes beatriziae Luer & R.Escobar, 1997.
- Lepanthes beharii Luer, 1990.
- Lepanthes benzingii Luer, 1983.
- Lepanthes biappendiculata Luer, 1986.
- Lepanthes bibarbullata Luer, 2002.
- Lepanthes bifalcis Luer, 1983.
- Lepanthes bifida Luer & Béhar, 1997.
- Lepanthes bifurcata Luer & R.Escobar, 1999.
- Lepanthes biglomeris Luer & R.Escobar, 1993.
- Lepanthes biloba Lindl., 1836.
- Lepanthes binaria Luer & Hirtz, 1987.
- Lepanthes bipinnatula Luer & R.Escobar, 1997.
- Lepanthes bituberculata Luer & Hirtz, 1987.
- Lepanthes bivalvis Luer & Sijm, 2002.
- Lepanthes blepharantha Schltr. in I.Urban, 1923.
- Lepanthes blephariglossa Schltr., 1918.
- Lepanthes blepharistes Rchb.f., 1866.
- Lepanthes blepharophylla (Griseb.) Hespenh., 1973.
- Lepanthes boomerang Dod ex Luer, 2003.
- Lepanthes boyacensis Luer & R.Escobar, 1984.
- Lepanthes braccata Luer & Dod, 2003.
- Lepanthes brachypogon Luer, 1983.
- Lepanthes brachystele Salazar & Soto Arenas, 1996.
- Lepanthes bradei Schltr., 1918.
- Lepanthes branchifera Luer & R.Vásquez, 1983.
- Lepanthes brasiliensis Pabst, 1972.
- Lepanthes breedlovei Salazar & Soto Arenas, 1996
- Lepanthes brenneri Luer, 1983.
- Lepanthes brevis Luer & R.Vásquez, 1991.
- Lepanthes brownii Hespenh., 1969.
- Lepanthes brunnescens Luer, 1984.
- Lepanthes bustyla Luer, 2003.
- Lepanthes byfieldii Hespenh., 1973.

## C
- A
- B
- C
- D
- E
- F
- G
- H
- I
- J
- K
- L
- M
- N
- Ñ
- O
- P
- Q
- R
- S
- T
- U
- V
- W
- X
- Y
- Z

- Lepanthes cacique-tone Luer & R.Escobar, 1997.
- Lepanthes cactoura Luer & R.Escobar, 1991.
- Lepanthes caesariata Luer & R.Escobar, 1994.
- Lepanthes calimae P.Ortiz, 1998.
- Lepanthes calliope Luer & Hirtz, 1996.
- Lepanthes callisto Luer & Hirtz, 1987.
- Lepanthes calocodon Luer, 1986.
- Lepanthes calodictyon Hook., 1861.
- Lepanthes calopetala Salazar & Soto Arenas, 1996.
- Lepanthes caloptera Luer, 1984.
- Lepanthes caloura Luer & Hirtz, 1987.
- Lepanthes calypso Luer & Hirtz, 1996.
- Lepanthes calyptrata Luer, 1992.
- Lepanthes campodostele Luer & Hirtz, 1993.
- Lepanthes camposii Salazar & Soto Arenas, 1996.
- Lepanthes camptica Luer & Hirtz, 1996.
- Lepanthes canaliculata Luer & R.Escobar, 1997.
- Lepanthes candida Endres ex Luer, 1995.
- Lepanthes capistrata Luer & Sijm, 2002.
- Lepanthes capitana Rchb.f., 1855.
- Lepanthes caprimulgus Luer, 1976.
- Lepanthes cardiocheila Luer & R.Escobar, 1994.
- Lepanthes carinata Luer & Hirtz, 1990.
- Lepanthes caritensis Tremblay & Ackerman, 1993.
- Lepanthes carunculigera Rchb.f., 1886.
- Lepanthes casasae Pupulin, 2003.
- Lepanthes cassicula Hespenh. & Dod, 1993.
- Lepanthes cassidea Rchb.f., 1856.
- Lepanthes catella Luer & R.Escobar, 1983.
- Lepanthes catlingii Salazar, 1996.
- Lepanthes cauda-avis Luer, 1997.
- Lepanthes caudata Luer & R.Escobar, 1984.
- Lepanthes caudatisepala C.Schweinf., 1942.
- Lepanthes caudigera Luer & Hirtz, 1998.
- Lepanthes caveroi D.E.Benn. & Christenson, 2001.
- Lepanthes celox Luer & Hirtz, 1987.
- Lepanthes cerambyx Luer & R.Escobar, 1991.
- Lepanthes cercion Luer & R.Escobar, 1988.
- Lepanthes chameleon Ames, 1923.
- Lepanthes chapina Luer & Béhar, 1990.
- Lepanthes chelonion Luer & R.Escobar, 1985.
- Lepanthes chiangii Salazar, Soto Arenas & O.Suárez, 1996.
- Lepanthes chilopsis Luer & Hirtz, 2002.
- Lepanthes chimaera Luer & R.Escobar, 1984.
- Lepanthes chiriquensis Schltr., 1922.
- Lepanthes chorista Luer & Hirtz, 1992.
- Lepanthes chrysina Luer & Hirtz, 1987.
- Lepanthes chrysostigma Lindl., 1858.
- Lepanthes ciliaris Luer & Hirtz, 1994.
- Lepanthes ciliicampa Luer & Hirtz, 1996.
- Lepanthes ciliisepala Schltr., 1923.
- Lepanthes ciliolata Luer & R.Vásquez, 1983.
- Lepanthes cincinnata Luer & R.Escobar, 1993.
- Lepanthes cingens Luer & R.Escobar, 1994.
- Lepanthes circularis Luer, 1995.
- Lepanthes clandestina Luer & Hirtz, 1991.
- Lepanthes clareae Luer & Hermans, 1995.
- Lepanthes clarkii Luer, 1996.
- Lepanthes clausa Luer & R.Escobar, 1985.
- Lepanthes climax Luer & R.Escobar, 1988.
- Lepanthes cloesii Luer, 1999.
- Lepanthes cocculifera Luer & R.Escobar, 1984.
- Lepanthes cochlearifolia (Sw.) Sw., 1799.
- Lepanthes cochliops Luer & R.Vásquez, 1991.
- Lepanthes coeloglossa Luer, 1984.
- Lepanthes cogolloi Luer & R.Escobar, 1991.
- Lepanthes columbar Luer, 1983.
- Lepanthes comadresina Luer, 1998.
- Lepanthes complicata Luer & R.Vásquez, 1983.
- Lepanthes composita Luer & R.Escobar, 1994.
- Lepanthes conchilabia Luer & Hirtz, 1998.
- Lepanthes condorensis Luer & Hirtz, 1987.
- Lepanthes confusa Ames & C.Schweinf., 1930.
- Lepanthes confusoides Luer, 1999.
- Lepanthes conjuncta Luer & Hirtz, 1987.
- Lepanthes constanzae Urb., 1917.
- Lepanthes contingens Luer, 1983.
- Lepanthes convexa Hespenh., 1968.
- Lepanthes cordata Luer & R.Escobar, 1988.
- Lepanthes cordeliae Luer, 1992.
- Lepanthes cordilabia Luer, 2002.
- Lepanthes corkyae Luer & Hirtz, 1993.
- Lepanthes cornualis Luer & R.Escobar, 1991.
- Lepanthes cornutipetala Dod, 1993.
- Lepanthes corrugata Luer & Dalström, 1996
- Lepanthes costaricensis Schltr., 1923.
- Lepanthes costata Rchb.f., 1886.
- Lepanthes cotyledon Luer, 1983.
- Lepanthes cotylisca Luer & Hirtz, 1996.
- Lepanthes craticia Luer, 1983.
- Lepanthes cremasta Luer & Hirtz, 1996.
- Lepanthes cremersii Luer, Adansonia, 1999.
- Lepanthes cribbii Pupulin, 2004.
- Lepanthes crista-piscis Luer & R.Vásquez, 1983.
- Lepanthes crista-pulli Luer & R.Escobar, 1983.
- Lepanthes crossota Luer, 1987.
- Lepanthes crucipetala Hespenh. & Dod, 1993.
- Lepanthes cryptostele Salazar & Soto Arenas, 1996.
- Lepanthes ctenophora Luer & Hirtz, 1987.
- Lepanthes cubensis Hespenh., 1973.
- Lepanthes cucullata Luer & R.Escobar, 1994.
- Lepanthes culex Luer & R.Escobar, 1984.
- Lepanthes cuneiformis Luer & R.Escobar, 1984.
- Lepanthes cunicularis Luer & R.Escobar, 1997.
- Lepanthes curiosa Luer, 2000.
- Lepanthes cuspidata Luer, 1995.
- Lepanthes cyanoptera Rchb.f., 1850.
- Lepanthes cyclochila Luer & R.Escobar ex Viveros & W.E.Higgins, 2007.
- Lepanthes cymbium Luer & R.Escobar, 1994.
- Lepanthes cyrillicola Luer & Llamacho, 2001.
- Lepanthes cyrtostele Luer & Hirtz, 1998.

## D
- A
- B
- C
- D
- E
- F
- G
- H
- I
- J
- K
- L
- M
- N
- Ñ
- O
- P
- Q
- R
- S
- T
- U
- V
- W
- X
- Y
- Z

- Lepanthes dactyla Garay, 1971.
- Lepanthes dactylina Luer,1999.
- Lepanthes dalessandroi Luer, 1983.
- Lepanthes darioi Luer & R.Escobar,1997.
- Lepanthes dasyura Luer & R.Escobar, 1991.
- Lepanthes davidsei Luer, 1996.
- Lepanthes dawsonii Ames, 1938.
- Lepanthes debedoutii P.Ortiz, 2006.
- Lepanthes debilis Luer & R.Escobar,1988.
- Lepanthes decipiens Ames & C.Schweinf., 1930.
- Lepanthes declivis Luer & R.Escobar, 1999.
- Lepanthes decoris Luer & Llamacho, 2001.
- Lepanthes decurva Luer & Hirtz, 1988.
- Lepanthes decussata Dod ex Luer, 2003.
- Lepanthes deficiens Luer & R.Escobar, 1988.
- Lepanthes deformis Luer & Hirtz, 1987.
- Lepanthes deleastes Luer, 1983.
- Lepanthes delhierroi Luer & Hirtz, 1993.
- Lepanthes deliciasensis Luer & R.Escobar, 1994.
- Lepanthes deliqua Luer, 1984.
- Lepanthes demissa Luer, 1984.
- Lepanthes denticulata Luer & Béhar, 1991.
- Lepanthes destituta Luer & R.Escobar,1988.
- Lepanthes dewildei Luer & R.Escobar, 1997.
- Lepanthes diabolica Luer & R.Escobar, 1991.
- Lepanthes diaziae Luer, 1998.
- Lepanthes dichroma Luer, 1996.
- Lepanthes dictydion Luer & Hirtz, 1985.
- Lepanthes dictyota Luer & R.Vásquez,1983.
- Lepanthes didactyla Luer & R.Escobar, 1984.
- Lepanthes didyma Luer & Hirtz, 1996.
- Lepanthes discolor Luer & R.Escobar, 1988.
- Lepanthes disjuncta Luer & Hirtz, 1987.
- Lepanthes disticha (A.Rich. & Galeotti) Garay & R.E.Schult., 1959.
- Lepanthes divaricata Fawc. & Rendle, Trans. Linn. Soc. London, 1905.
- Lepanthes dodiana Stimson, 1970.
- Lepanthes dodsonii Luer, 1983.
- Lepanthes dolabrata Luer & R.Escobar, 1997.
- Lepanthes dolabriformis Luer, 1996.
- Lepanthes domingensis Hespenh. & Dod, 1989.
- Lepanthes dondodii Luer, 2003.
- Lepanthes dorsalis Lindl., 1858.
- Lepanthes dotae Endres ex Luer, 1995.
- Lepanthes dressleri Hespenh., 1973.
- Lepanthes droseroides Luer, 1987.
- Lepanthes dryades Luer & R.Escobar, 1984.
- Lepanthes duidensis Ames & C.Schweinf., 1931.
- Lepanthes dunstervilleorum Foldats, 1968.
- Lepanthes dussii Urb., 1917.

## E
- A
- B
- C
- D
- E
- F
- G
- H
- I
- J
- K
- L
- M
- N
- Ñ
- O
- P
- Q
- R
- S
- T
- U
- V
- W
- X
- Y
- Z

- Lepanthes echidion Luer & R.Escobar, 1984.
- Lepanthes echidna Luer & R.Vásquez, 1984.
- Lepanthes echinata Luer & Cloes, 2001.
- Lepanthes echo Luer & Hirtz, 1993.
- Lepanthes eciliata Schltr., 1913.
- Lepanthes edentula Luer, 1995.
- Lepanthes edwardsii Ames, 1933.
- Lepanthes effusa Schltr., 1915.
- Lepanthes ejecta Luer & Hirtz, 1987.
- Lepanthes ekmanii Schltr. in I.Urban, 1923.
- Lepanthes elaeanorae Foldats, 1968.
- Lepanthes elaminata Luer & Hirtz,1987.
- Lepanthes elata Rchb.f., 1866.
- Lepanthes electilis Luer, 1983.
- Lepanthes elegans Luer, 1995.
- Lepanthes elegantula Schltr., 1915.
- Lepanthes elephantina Luer & R.Escobar, 1984.
- Lepanthes elliptica Fawc. & Rendle, 1909.
- Lepanthes elongata Luer & Hirtz, 1987.
- Lepanthes eltoroensis Stimson, 1970.
- Lepanthes elytrifera Luer & L.Jost,1999.
- Lepanthes embreei Luer & Hirtz, 1987.
- Lepanthes empticia Luer & Béhar, 1999.
- Lepanthes epibator Luer & R.Vásquez, 1984.
- Lepanthes equicalceolata Luer & R.Escobar, 1993.
- Lepanthes erepsis Luer & Hirtz, 1986.
- Lepanthes erinacea Rchb.f., 1855.
- Lepanthes eriocampa Luer & Hirtz, 1996.
- Lepanthes eros Luer & R.Escobar, 1984.
- Lepanthes eruca Luer & Hirtz, 1987.
- Lepanthes erucifera Luer & Sijm,2002.
- Lepanthes erythrocles Luer & R.Escobar, 1991.
- Lepanthes erythrostanga Hespenh. & Dod, 1993.
- Lepanthes erythroxantha Salazar & Soto Arenas, 1996.
- Lepanthes escifera Luer & R.Escobar, 1984.
- Lepanthes escobariana Garay, 1969.
- Lepanthes esmeralda Luer & Hirtz, 1992.
- Lepanthes estrellensis Ames, 1923.
- Lepanthes eumeces Luer, 1983.
- Lepanthes evansiae Luer & Hirtz, 1996.
- Lepanthes exaltata Luer & R.Escobar, 1984.
- Lepanthes excavata Dod ex Luer, 2003.
- Lepanthes excedens Ames & Correll, 1942.
- Lepanthes exigua Luer & L.Jost, 2002.
- Lepanthes exilis C.Schweinf., 1951.
- Lepanthes eximia Ames, 1923.
- Lepanthes exogena Luer & Hirtz, 1993.
- Lepanthes exotica Hespenh. & Dod, 1990.
- Lepanthes expansa Luer & Hirtz, 1996.
- Lepanthes exposita Luer, 1987.
- Lepanthes exserta Luer & Hirtz, 1998.

## F
- A
- B
- C
- D
- E
- F
- G
- H
- I
- J
- K
- L
- M
- N
- Ñ
- O
- P
- Q
- R
- S
- T
- U
- V
- W
- X
- Y
- Z

- Lepanthes falcata Luer & R.Vásquez,1983.
- Lepanthes falcifera Luer,1995.
- Lepanthes fascinata Luer, 1995.
- Lepanthes felis Luer & R.Escobar, 1983.
- Lepanthes ferax Luer & R.Escobar, 1991.
- Lepanthes ferrelliae Luer, 1995.
- Lepanthes fibulifera Luer & R.Escobar, 1984.
- Lepanthes filamentosa Luer & Hirtz, 1993.
- Lepanthes fimbriata Ames, 1923.
- Lepanthes fiskei Luer, Amer. 1989.
- Lepanthes fissa Luer & Hirtz, 1985.
- Lepanthes flaccida Luer & Hirtz, 1996.
- Lepanthes flexuosa Luer, 1983.
- Lepanthes florencia Dod ex Luer, 2005.
- Lepanthes floresii Luer & Hirtz, 1991.
- Lepanthes focalis Luer, 1983.
- Lepanthes fonnegrae Luer & R.Escobar, 1993.
- Lepanthes forceps Luer & R.Escobar, 1984.
- Lepanthes forcipifera Luer, 1995.
- Lepanthes foveata Luer & R.Escobar, 1984.
- Lepanthes fractiflexa Ames & C.Schweinf., 1930.
- Lepanthes fratercula Luer & Béhar, 1990.
- Lepanthes frigida Luer, 1984.
- Lepanthes fuchsii Luer, 1991.
- Lepanthes fuertesii Hespenh. & Dod, 1990.
- Lepanthes fugiens Luer, 1995.
- Lepanthes fulva Lindl., 1858.
- Lepanthes furcata Luer & R.Escobar, 1993.
- Lepanthes furcatipetala Garay, 1952.
- Lepanthes fusiformis Luer, 1983.

## G
- A
- B
- C
- D
- E
- F
- G
- H
- I
- J
- K
- L
- M
- N
- Ñ
- O
- P
- Q
- R
- S
- T
- U
- V
- W
- X
- Y
- Z

- Lepanthes gabriellae Salazar & Soto Arenas,1996.
- Lepanthes gaileana Luer & Hirtz,1996.
- Lepanthes galeottiana Salazar & Soto Arenas, 1996.
- Lepanthes garayi T.Hashim., 1974.
- Lepanthes gargantua Rchb.f.,1856.
- Lepanthes gargoyla Luer & Hirtz, 1988.
- Lepanthes gelata Luer & R.Escobar, 1997.
- Lepanthes gemina Luer & R.Escobar, 1985.
- Lepanthes geminipetala Luer & J.Portilla, 2002.
- Lepanthes gemmula Luer & Hirtz, 1992.
- Lepanthes generi Luer & Hirtz, 1998.
- Lepanthes geniculata Luer & Béhar, 1990.
- Lepanthes georgii Luer & R.Escobar, 1994.
- Lepanthes gerardensis M.A.Blanco, 2003.
- Lepanthes giraldoi Luer, 2001.
- Lepanthes glabella Luer & Hirtz, 1996.
- Lepanthes glaberrima Luer & R.Vásquez, 1983.
- Lepanthes glacensis Dod, 1993.
- Lepanthes glicensteinii Luer, 1987.
- Lepanthes glochidea Luer, 1986.
- Lepanthes glomerulosa Luer & Hirtz, 1996.
- Lepanthes gloris Luer & Hirtz, 1998.
- Lepanthes glossites Luer, 1999.
- Lepanthes gnoma Luer & Hirtz, 1996.
- Lepanthes golbasto Luer & Hirtz, 1995.
- Lepanthes golondrina Luer & R.Escobar, 1984.
- Lepanthes gracillima Endres ex Luer, 1995.
- Lepanthes grandiflora Ames & C.Schweinf., 1930.
- Lepanthes greenwoodii Salazar & Soto Arenas,1996.
- Lepanthes grildrig Luer & R.Escobar, 1991.
- Lepanthes grisebachiana Hespenh., 1973.
- Lepanthes grossiradix Luer & Hirtz, 1993.
- Lepanthes grypha Luer, 1983.
- Lepanthes guaduasensis Luer & R.Escobar, 1999.
- Lepanthes guanacasensis Luer & R.Escobar, 1994.
- Lepanthes guanacastensis Ames & C.Schweinf., 1930.
- Lepanthes guardiana Endres ex Luer, 1995.
- Lepanthes guatemalensis Schltr., 1912.
- Lepanthes guerrerensis Salazar & Soto Arenas, 1996.
- Lepanthes gustavoi Luer & R.Escobar, 1997.
- Lepanthes gutula-sanguinis Luer & R.Escobar, 1988.

## H
- A
- B
- C
- D
- E
- F
- G
- H
- I
- J
- K
- L
- M
- N
- Ñ
- O
- P
- Q
- R
- S
- T
- U
- V
- W
- X
- Y
- Z

- Lepanthes habenifera Luer & R.Escobar, 1984.
- Lepanthes hagsateri Salazar & Soto Arenas,1988.
- Lepanthes hamiltonii Luer, 1999.
- Lepanthes hamulifera Luer, 1995.
- Lepanthes hastata Luer, 1992.
- Lepanthes helcium Luer & Hirtz, 1984.
- Lepanthes helgae Luer & R.Escobar, 1991.
- Lepanthes helicocephala Rchb.f., 1856.
- Lepanthes helleri A.D.Hawkes, 1966.
- Lepanthes hemirhoda Garay, 1956.
- Lepanthes heptapus Luer & R.Escobar, 1983.
- Lepanthes hermansii Luer, 1995.
- Lepanthes herpaga Hespenh. & Dod, 1990.
- Lepanthes herzogii Luer, 1998.
- Lepanthes hexapus Luer & R.Escobar, 1984.
- Lepanthes hippocrepica Luer & R.Escobar, 1991.
- Lepanthes hirpex Luer & R.Escobar, 1985.
- Lepanthes hirsuta Hespenh. & Dod,1990.
- Lepanthes hirsutula Luer & Hirtz, 1987.
- Lepanthes hirtzii Luer, 1983.
- Lepanthes hispidosa Luer & L.Jost, 1999.
- Lepanthes hoeijeri Luer, 1984.
- Lepanthes hollymountensis Luer & H.P.Jesup, 2002.
- Lepanthes homotaxis Luer & R.Escobar, 1983.
- Lepanthes hondurensis Ames, 1931.
- Lepanthes horichii Luer, 1987.
- Lepanthes horribilis Luer & Hirtz, 1996.
- Lepanthes horrida Rchb.f., 1855.
- Lepanthes hortensis Luer & R.Escobar, 1988.
- Lepanthes hotteana Hespenh. & Dod, 1993.
- Lepanthes hubeinii Luer, 1987.
- Lepanthes hughsonii Hespenh. & Dod, 1990.
- Lepanthes hurgo Luer & Béhar, 2003.
- Lepanthes hydrae Luer & L.Jost, 1999.
- Lepanthes hymenoptera Luer & Hirtz, 1988.
- Lepanthes hyphosa Luer & R.Escobar, 1988.
- Lepanthes hystrix Luer & Hirtz, 1984.

## I
- A
- B
- C
- D
- E
- F
- G
- H
- I
- J
- K
- L
- M
- N
- Ñ
- O
- P
- Q
- R
- S
- T
- U
- V
- W
- X
- Y
- Z

- Lepanthes ibanezii Luer & Béhar,  1990.
- Lepanthes ictalurus Luer, 1983.
- Lepanthes ilensis Dodson, 1980.
- Lepanthes illex Luer, 1983.
- Lepanthes illinizae Luer & Hirtz, 1993.
- Lepanthes imbricans Luer & R.Escobar, 1999.
- Lepanthes imitator Luer & Hirtz, 1996.
- Lepanthes implexa Luer & Hirtz, 1987.
- Lepanthes imposita Luer & R.Escobar, 1985.
- Lepanthes impotens Luer & R.Escobar, 1997.
- Lepanthes inaequisepala Luer & J.J.Portilla, 2005.
- Lepanthes inamoena Luer, 1983.
- Lepanthes incantata Luer, 1987.
- Lepanthes incisa Luer & R.Vásquez, 1983.
- Lepanthes incredibilis Luer & R.Vásquez, 1998.
- Lepanthes incurva Dod ex Luer, 2003.
- Lepanthes inescata Luer, 1987.
- Lepanthes ingridiana Luer, 2000.
- Lepanthes inornata Schltr., 1923.
- Lepanthes insolita Luer & R.Escobar, 1988.
- Lepanthes interiorubra Hespenh., 1968.
- Lepanthes intermedia Hespenh., 1968.
- Lepanthes intonsa Luer, 1983.
- Lepanthes intricata Luer, 1983.
- Lepanthes ionoptera Rchb.f., 1855.
- Lepanthes iricolor Luer, 1983.
- Lepanthes irrasa Luer & R.Escobar, 1994.
- Lepanthes isochila Luer, 1996.
- Lepanthes isosceles Luer & R.Escobar, 1984.

## J
- A
- B
- C
- D
- E
- F
- G
- H
- I
- J
- K
- L
- M
- N
- Ñ
- O
- P
- Q
- R
- S
- T
- U
- V
- W
- X
- Y
- Z

- Lepanthes jackinpyxa Luer & Hirtz, 1987.
- Lepanthes jamboeensis Luer & Hirtz, 1996.
- Lepanthes jamesonii Lindl. ex Rchb.f., 1856.
- Lepanthes janitor Luer & R.Escobar, 1984.
- Lepanthes janus Luer & R.Escobar, 1985.
- Lepanthes jardinensis Luer & R.Escobar, 1993.
- Lepanthes jayandella Luer, 1996.
- Lepanthes jesupii Luer, 2001.
- Lepanthes jimburae Luer & Hirtz, 1991.
- Lepanthes jimenezii Schltr., 1923.
- Lepanthes johnsonii Ames, 1923.
  - Lepanthes johnsonii subsp. costaricensis Pupulin, 2001.
  - Lepanthes johnsonii subsp. johnsonii.
- Lepanthes josei Hespenh. & Dod,1990.
- Lepanthes jostii Luer, 1999.
- Lepanthes juanii Luer & Béhar, 1990.
- Lepanthes jubata Luer, 1983.
- Lepanthes jugum Luer, 1987.
- Lepanthes juninensis Schltr., 1921.

## K
- A
- B
- C
- D
- E
- F
- G
- H
- I
- J
- K
- L
- M
- N
- Ñ
- O
- P
- Q
- R
- S
- T
- U
- V
- W
- X
- Y
- Z

- Lepanthes katleri Luer, 1991.
- Lepanthes koehleri Schltr., 1912.
- Lepanthes kuijtii Luer & Hirtz, 1984.
- Lepanthes kokonuko J.S Moreno & Pisso-Florez, 2020.

## L
- A
- B
- C
- D
- E
- F
- G
- H
- I
- J
- K
- L
- M
- N
- Ñ
- O
- P
- Q
- R
- S
- T
- U
- V
- W
- X
- Y
- Z

- Lepanthes labiata Luer, 2001.
- Lepanthes laevis Luer, 1999.
- Lepanthes lanceolata Hespenh., 1968.
- Lepanthes lancifolia Schltr., 1923.
- Lepanthes lappacea Luer, 1996.
- Lepanthes larvina Luer & R.Escobar, 1984.
- Lepanthes lasiopetala Garay & Dunst.,1976.
- Lepanthes latisepala Ames & C.Schweinf., 1930.
- Lepanthes laxa Luer & J.Portilla, 2002.
- Lepanthes lehmannii Schltr., 1924.
- Lepanthes lenticularis Luer & Béhar, 1991.
- Lepanthes ligiae Luer & R.Escobar, 1991.
- Lepanthes ligulata Luer & Hirtz, 1992.
- Lepanthes lilijae Foldats, 1969.
- Lepanthes lilliputae Luer & R.Escobar, 1988.
- Lepanthes limbata Luer & R.Escobar, 1994.
- Lepanthes limbellata Endres ex Luer, 1995.
- Lepanthes lindleyana Oerst. & Rchb.f. in H.G.Reichenbach, 1858.
- Lepanthes linealis Luer & R.Escobar, 1991.
- Lepanthes linguifera Garay & Dunst., 1976.
- Lepanthes lingulosa Luer & R.Escobar, 1999.
- Lepanthes llamachoi Luer, 1998.
- Lepanthes llanganatensis Luer & Hirtz, 1990.
- Lepanthes llipiensis Luer, 1992.
- Lepanthes lloensis Luer, 1983.
- Lepanthes loddigesiana Rchb.f., 1856.
- Lepanthes longiacuminata Luer & Hirtz, 1998.
- Lepanthes longiloba Dod ex Luer, 2003.
- Lepanthes longipedicellata C.Schweinf., 1951.
- Lepanthes longiracemosa Foldats, 1969.
- Lepanthes lophius Luer, 1983.
- Lepanthes lucifer Luer & Hirtz, 1987.
- Lepanthes lunaris Luer, 1994.
- Lepanthes lupula Luer & Hirtz, 1984.
- Lepanthes lycocephala Luer & R.Escobar, 1984.
- Lepanthes lymphosa Luer & Hermans, 1997.
- Lepanthes lynniana Luer, 2002.

## M
- A
- B
- C
- D
- E
- F
- G
- H
- I
- J
- K
- L
- M
- N
- Ñ
- O
- P
- Q
- R
- S
- T
- U
- V
- W
- X
- Y
- Z

- Lepanthes matudana Salazar & Soto Arenas, 1996.
- Lepanthes macalpinii Luer, 1987.
- Lepanthes maccolmiana Luer, 1997.
- Lepanthes machorroi Salazar & Soto Arenas, 1996.
- Lepanthes macrantha Garay, 1956.
- Lepanthes macrolabia E.Restrepo & Soto-Calvo, 2022.
- Lepanthes macrostylis Luer & R.Escobar, 1999.
- Lepanthes macrotica Luer & Dalström, 1996.
- Lepanthes maduroi Luer, 1984.
- Lepanthes magnifica Luer, 1983.
- Lepanthes magnipetala Dod ex Luer, 2003.
- Lepanthes mairae D.E.Benn. & Christenson, 2001.
- Lepanthes maldonadoae Soto Arenas, 2002 publ. 2003.
- Lepanthes mammillata Luer, 1996.
- Lepanthes manabina Dodson, 1980.
- Lepanthes marahuacensis Carnevali & I.Ramírez, 1993.
- Lepanthes marcanoi Hespenh. & Dod, 1993.
- Lepanthes mariae Salazar, Soto Arenas & O.Suárez, 1996.
- Lepanthes mariposa Luer, Phytologia 55: 187 (1984.
- Lepanthes marshana Luer & L.Jost, 1999.
- Lepanthes martae Luer, 2001.
- Lepanthes marthae Luer & R.Escobar, O1991.
- Lepanthes martineae Luer & Cloes, Selbyana 23: 11 (2002.
- Lepanthes martinezii Salazar & Soto Arenas, 1996.
- Lepanthes mastix Luer & Hirtz, 1987.
- Lepanthes maxillaris Luer & Hirtz, 1996.
- Lepanthes maxima Salazar & Soto Arenas, 1996.
- Lepanthes maxonii Schltr., 1913.
- Lepanthes mayordomoensis L.Jost & Luer, 2005.
- Lepanthes mazatlanensis Solano & Reynaud, 2002 publ. 2003.
- Lepanthes medusa Luer & R.Escobar, 1991.
- Lepanthes mefueensis Luer & R.Escobar, 1988.
- Lepanthes megalocephala Luer & R.Vásquez, 1984.
- Lepanthes megalostele Luer, 1983.
- Lepanthes meganthera Luer & Hirtz, 1987.
- Lepanthes mekynochila Garay & Dunst., 1976.
- Lepanthes melanocaulon Schltr. in I.Urban, 1923.
- Lepanthes meleagris Luer & R.Escobar, 1994.
- Lepanthes melpomene Luer & Hirtz, 1996.
- Lepanthes menatoi Luer & R.Vásquez, 1984.
- Lepanthes mendozae Luer & D'Aless., 1998.
- Lepanthes meniscophora Luer & Hirtz,1996.
- Lepanthes meniskos Garay & Dunst., 1976.
- Lepanthes mentosa Luer, 1987.
- Lepanthes mephistopheles Luer & Hirtz, 1987.
- Lepanthes micellilabia Luer & R.Escobar,1994.
- Lepanthes microdonta Dod ex Luer, 2003.
- Lepanthes microglottis Schltr., 1923.
- Lepanthes micronyx Luer & R.Escobar, 1997.
- Lepanthes micropetala L.O.Williams, (1940.
- Lepanthes microscopica Luer & R.Escobar, 1983.
- Lepanthes migueliana Luer & Béhar, 2002.
- Lepanthes mimetica Garay & Dunst., 1976.
- Lepanthes miniflora Dod ex Luer, 2003.
- Lepanthes minima Salazar & Soto Arenas, 1996.
- Lepanthes minutilabia Ames & C.Schweinf., 1930.
- Lepanthes minutipetala C.Schweinf., 1951.
- Lepanthes minutissima Endres ex Luer, 1995.
- Lepanthes minyglossa Luer, 2002.
- Lepanthes mirabilis Ames, 1922.
- Lepanthes miraculum Luer & R.Vásquez, 1983.
- Lepanthes mirador Luer & Hirtz, 1996.
- Lepanthes mittelstaedtii Luer & Béhar, 1990.
- Lepanthes mixe Salazar & Soto Arenas, 1996.
- Lepanthes mollis Luer, 2002.
- Lepanthes monilia Luer & R.Escobar, 1983.
- Lepanthes monitor Luer, 1983.
- Lepanthes mononeura Luer & Hermans, 1997.
- Lepanthes monoptera Lindl., 1834.
- Lepanthes monteverdensis Luer & R.Escobar, 1987.
- Lepanthes montis-rotundi P.Ortiz, 1997.
- Lepanthes mooreana Luer & L.Jost, 1998.
- Lepanthes moorei C.Schweinf., 1959.
- Lepanthes morleyi Luer & Dalström, 1996.
- Lepanthes mornicola Urb., 1917.
- Lepanthes moscosoi Hespenh. & Dod, 1993.
- Lepanthes motozintlensis Salazar & Soto Arenas, 1996.
- Lepanthes mucronata Lindl., 1836.
- Lepanthes mulleriana Luer, 1998.
- Lepanthes multiflora C.D.Adams & Hespenh., 1968.
- Lepanthes muscula Luer & R.Escobar, 1983.
- Lepanthes myiophora Luer, 1987.
- Lepanthes myoxophora Luer & R.Escobar, 1984.
- Lepanthes mystax Luer & R.Escobar, 1983.

## N
- A
- B
- C
- D
- E
- F
- G
- H
- I
- J
- K
- L
- M
- N
- Ñ
- O
- P
- Q
- R
- S
- T
- U
- V
- W
- X
- Y
- Z

- Hirtz, 1987.
- Lepanthes hirtzii Luer, 1983.
- Lepanthes hispidosa Luer Lepanthes nagelii Salazar & Soto Arenas, 1996.
- Lepanthes nana Luer & H.P.Jesup, 2002.
- Lepanthes nanegalensis Rchb.f., 1876.
- Lepanthes narcissus Luer & Hirtz, 1996.
- Lepanthes nautilus Luer & R.Escobar, 1984.
- Lepanthes navicularis Luer, 1986.
- Lepanthes nebulina Luer & R.Vásquez, 1983.
- Lepanthes necopina Luer & Hirtz, 1987.
- Lepanthes neillii L.Jost, 2004.
- Lepanthes nematodes Luer & R.Escobar, 1991.
- Lepanthes nematostele Luer, 1993.
- Lepanthes nicolasii Luer & R.Escobar, 1997.
- Lepanthes niesseniae Luer, 2003.
- Lepanthes nigriscapa R.E.Schult. & Dillon, 1959.
- Lepanthes niphas Luer & R.Escobar, 1991.
- Lepanthes nivea Luer, 1983.
- Lepanthes noelii Luer & Béhar, 2000.
- Lepanthes nontecta Luer, 1983.
- Lepanthes norae Foldats, 1969.
- Lepanthes nubicola Rchb.f., 1856.
- Lepanthes nulla Luer & R.Escobar, 1994.
- Lepanthes nummularia Rchb.f., 1856.
- Lepanthes nutanticaulis Hespenh. & Dod,1989.
- Lepanthes nycteris Luer & R.Vásquez,1983.
- Lepanthes nymphalis Luer, 1983.

## O
- A
- B
- C
- D
- E
- F
- G
- H
- I
- J
- K
- L
- M
- N
- Ñ
- O
- P
- Q
- R
- S
- T
- U
- V
- W
- X
- Y
- Z

- Lepanthes oaxacana Salazar, Soto Arenas & O.Suárez, 1996.
- Lepanthes obliquiloba Hespenh., 1973.
- Lepanthes obovata Luer & R.Escobar, 1984.
- Lepanthes obtusa Fawc. & Rendle,1905.
- Lepanthes obtusipetala (Fawc. & Rendle) Fawc. & Rendle,1910.
- Lepanthes occidentalis Hespenh., 1973.
- Lepanthes octavioi Luer & R.Escobar, 1991.
- Lepanthes octocornuta Luer, Monogr. 2002.
- Lepanthes octopus Luer & R.Escobar, 1997.
- Lepanthes odobenella Luer & Hirtz, 1986.
- Lepanthes odontocera Luer & Hirtz, 1996.
- Lepanthes odontolabis Luer, 1987.
- Lepanthes odontostemma Garay & Dunst.,1976.
- Lepanthes ollaris Luer & R.Escobar, 1984.
- Lepanthes omnifera Luer & Hirtz, 1998.
- Lepanthes opetidion Luer & R.Escobar, 1991.
- Lepanthes ophelma Luer & R.Escobar, 1985.
- Lepanthes ophioglossa Luer, 1983.
- Lepanthes ophiostele Luer, 1986.
- Lepanthes orbella Luer, 1996.
- Lepanthes orchestris Luer & R.Vásquez, 1983.
- Lepanthes ordonezii Luer & Béhar, 1997.
- Lepanthes oreibates Luer & R.Escobar, 1991.
- Lepanthes oreocharis Schltr., 1912.
- Lepanthes oreophila Catling & V.R.Catling, 1988.
- Lepanthes orion Luer & R.Escobar, Amer. 1985.
- Lepanthes ornithocephala L.Jost & Luer, 2005.
- Lepanthes ortegae Luer & Hirtz, 1996.
- Lepanthes oscillifera Luer & R.Escobar, 1984.
- Lepanthes osiris Luer & R.Escobar, 1994.
- Lepanthes otara Luer, 1983.
- Lepanthes oteroi Luer, 2001.
- Lepanthes otopetala Luer, 1991.
- Lepanthes ova-rajae Luer, 1987.
- Lepanthes ovalis (Sw.) Fawc. & Rendle, 1910.
- Lepanthes oxapampaensis D.E.Benn. & Christenson, 2001.
- Lepanthes oxybaphon Luer & R.Escobar, 1985.
- Lepanthes oxypetala Luer & Hirtz, 1988.
- Lepanthes oxyphylla Luer & R.Vásquez, 1983.

## P
- A
- B
- C
- D
- E
- F
- G
- H
- I
- J
- K
- L
- M
- N
- Ñ
- O
- P
- Q
- R
- S
- T
- U
- V
- W
- X
- Y
- Z

- Lepanthes pabloi Luer & Béhar, 2000.
- Lepanthes pachoi Luer & R.Escobar,1994.
- Lepanthes pachyglossa Luer, 1985.
- Lepanthes pachyphylla Luer & Béhar, 1990.
- Lepanthes paivaeana Rchb.f., 1881.
- Lepanthes palaga Luer & R.Escobar, 1984.
- Lepanthes palatoflora Hespenh. & Dod,1989.
- Lepanthes palpebralis Luer, 1998.
- Lepanthes pan Luer & Dalström, 1996.
- Lepanthes panicellus Luer & R.Vásquez, 1983.
- Lepanthes panisca Luer & R.Vásquez, 1983.
- Lepanthes panope Luer & R.Escobar, 1985.
- Lepanthes pantomima Luer & Dressler, 1986.
- Lepanthes papallactae Luer & Hirtz, 1987.
- Lepanthes papilio Luer & R.Vásquez, 1983.
- Lepanthes papilionacea Salazar, Soto Arenas & O.Suárez, 1996.
- Lepanthes papillipetala Dressler, 1959.
- Lepanthes papyrophylla Rchb.f., 1856.
- Lepanthes paradoxa Luer, 1983.
- Lepanthes pariaensis Foldats, 1968.
- Lepanthes parmata Luer & R.Escobar, 1991.
- Lepanthes parvilabia Luer, 1995.
- Lepanthes parvula Dressler, 1959.
- Lepanthes pastoensis Schltr., 1920.
- Lepanthes pastorellii D.E.Benn. & Christenson, 2001.
- Lepanthes pectinata Luer, 1986.
- Lepanthes pecunialis Luer & Hirtz, 1986.
- Lepanthes pedunculata Luer & Sijm, 2003.
- Lepanthes pelyx Luer & Hirtz, 1996.
- Lepanthes pendens Garay, 1956.
- Lepanthes pendula Luer & L.Jost, 2000.
- Lepanthes penicillata Hespenh. & Dod, 1990.
- Lepanthes pentoxys Luer, 1983.
- Lepanthes perdita Luer & Hirtz, 1996.
- Lepanthes pergracilis Schltr. in I.Urban, 1923.
- Lepanthes persimilis Luer & Sijm, 2002.
- Lepanthes petalolenta Luer & R.Escobar, 1991.
- Lepanthes petalopteryx Luer & R.Escobar, 1994.
- Lepanthes pexa Luer, 1987.
- Lepanthes phalloides Luer & R.Escobar, 1999.
- Lepanthes pholeter Luer, 1994.
- Lepanthes phrixothrix Luer & Hirtz, 1993.
- Lepanthes piepolis Dod, 1993.
- Lepanthes pileata Luer & R.Vásquez, 1983.
- Lepanthes pilosa Luer & R.Vásquez, 1998.
- Lepanthes pilosella Rchb.f., 1886.
- Lepanthes pilosiaures Luer & R.Escobar, 1984.
- Lepanthes pinnatula Luer & R.Escobar, 1997.
- Lepanthes planadensis Luer & R.Escobar, 1991.
- Lepanthes platysepala Luer & R.Escobar, 1994.
- Lepanthes plectilis Luer & Hirtz, 1985.
- Lepanthes pleurorachis Luer, 1983.
- Lepanthes pleurothallopsis Luer & R.Escobar, 1994.
- Lepanthes plumifera Luer, 1984.
- Lepanthes poasensis Luer, 1995.
- Lepanthes politilabia Dod ex Luer, 2003.
- Lepanthes pollardii Hespenh., 1973.
- Lepanthes polytricha Luer, 1983.
- Lepanthes popayanensis Luer & R.Escobar, 1999.
- Lepanthes porracea Luer & R.Escobar, 1997.
- Lepanthes portillae Luer, 1999.
- Lepanthes posadae Luer & R.Escobar, 1984.
- Lepanthes posthon Luer, 1987.
- Lepanthes praemorsa Luer & R.Escobar, 1991.
- Lepanthes privigna Luer & L.Jost, 1999.
- Lepanthes proboscidis Luer & Hirtz, 1997.
- Lepanthes proctorii Garay & Hespenh., 1968.
- Lepanthes prolifera Foldats, 1969.
- Lepanthes prora Luer, 1984.
- Lepanthes protuberans Luer & P.Jesup,1996.
- Lepanthes pseudocaulescens L.B.Sm. & S.K.Harris, 1934.
- Lepanthes pseudomucronata L.Jost & Luer, 2005.
- Lepanthes psomion Luer & Hirtz, 1996.
- Lepanthes psyche Luer, 1984.
- Lepanthes pteroglossa Dod ex Luer, 2003.
- Lepanthes pteropogon Rchb.f., 1856.
- Lepanthes pterygion Luer & R.Escobar, 1984.
- Lepanthes ptyxis Luer & R.Vásquez, 1983.
- Lepanthes pubes Luer & R.Escobar, 1983.
- Lepanthes pubescens Luer, 1983.
- Lepanthes pubicaulis C.Schweinf., 1951.
- Lepanthes puck Luer & R.Vásquez,1983.
- Lepanthes pulchella (Sw.) Sw., 1799.
- Lepanthes pumila C.Schweinf., 1942.
- Lepanthes purpurata L.O.Williams, 1946.
- Lepanthes purpurea Luer, 1955.
- Lepanthes pycnogenia Luer, 1992.
- Lepanthes pygmaea Luer,1987.
- Lepanthes pyramidalis Luer & R.Escobar, 1984.

## Q
- A
- B
- C
- D
- E
- F
- G
- H
- I
- J
- K
- L
- M
- N
- Ñ
- O
- P
- Q
- R
- S
- T
- U
- V
- W
- X
- Y
- Z

- Lepanthes quadrata Fawc. & Rendle, 1905.
- Lepanthes quadricornis Luer & R.Escobar, 1994.
- Lepanthes quadrispatulata Dod,1993.
- Lepanthes quandi Luer & R.Escobar, 1984.
- Lepanthes quaternaria Luer, 1983.
- Lepanthes quisqueyana Hespenh. & Dod,1993.

## R
- A
- B
- C
- D
- E
- F
- G
- H
- I
- J
- K
- L
- M
- N
- Ñ
- O
- P
- Q
- R
- S
- T
- U
- V
- W
- X
- Y
- Z

- Lepanthes rabei Foldats, 1968.
- Lepanthes rafaeliana Pupulin, 2001.
- Lepanthes ramonensis Schltr., 1923.
- Lepanthes ramosii Luer, 2001.
- Lepanthes rauhii Luer, 1987.
- Lepanthes recurva Luer & Hirtz, 1992.
- Lepanthes refracta Luer, 2001.
- Lepanthes regularis Luer, 1987.
- Lepanthes rekoi R.E.Schult., 1938.
- Lepanthes repens Luer, 1983.
- Lepanthes reticulata Luer & R.Escobar, 1984.
- Lepanthes retusa Luer & Hermans, 1997.
- Lepanthes reventador Luer & Hirtz, 1990.
- Lepanthes revoluta Luer & Cloes, 2001.
- Lepanthes rhodophylla Schltr., 1921.
- Lepanthes rhynchion Luer, Phytologia 54: 368 (1983.
- Lepanthes ribes Luer,1976.
- Lepanthes ricaurtensis Luer & R.Escobar, 1994.
- Lepanthes ricii Luer & R.Vásquez,1994.
- Lepanthes ricina Luer & Dalström, 1996.
- Lepanthes ridicula Luer, 1999.
- Lepanthes rigidigitata Luer & Hirtz, 2004.
- Lepanthes ringens Luer & R.Vásquez, 1992.
- Lepanthes rodrigoi Luer, 1996.
- Lepanthes roezliana Luer & R.Escobar, 1988.
- Lepanthes rosoria Luer & Hirtz, 2000.
- Lepanthes rostrata Ames, 1923.
- Lepanthes rotundata Griseb., 1864.
- Lepanthes rotundifolia L.O.Williams, 1940.
- Lepanthes rubripetala Stimson, 1970.
- Lepanthes rudicula Luer & Hirtz, 1996.
- Lepanthes rudipetala Hespenh. & Dod, 1993.
- Lepanthes rupestris Stimson, 1970.
- Lepanthes rupicola Schltr., 1913.
- Lepanthes ruscifolia Rchb.f., 1850.
- Lepanthes ruthiana Luer & L.Jost, 1999.
- Lepanthes rutkisii Foldats, 1968.
- Lepanthes rutrum Luer & R.Escobar, 1994.

## S
- A
- B
- C
- D
- E
- F
- G
- H
- I
- J
- K
- L
- M
- N
- Ñ
- O
- P
- Q
- R
- S
- T
- U
- V
- W
- X
- Y
- Z

- Lepanthes saccata Luer & R.Escobar, 1988.
- Lepanthes saltator Luer, 1983.
- Lepanthes saltatrix Luer & Hirtz, 1996.
- Lepanthes samacensis Ames, 1923.
- Lepanthes sanguinea Hook., 1844.
- Lepanthes sannio Luer & R.Escobar, 1987.
- Lepanthes satyrica Luer & Hirtz, 1987.
- Lepanthes scalaris Luer, 1983.
- Lepanthes scansor Luer & R.Escobar, 1983.
- Lepanthes scapha Luer & Hirtz, 1996.
- Lepanthes schiedei Rchb.f., 1850.
- Lepanthes schizix Luer, 1983.
- Lepanthes schizocardia Luer, 1984.
- Lepanthes schizura Luer, 1983.
- Lepanthes schnitteri Schltr., 1924.
- Lepanthes schugii Pupulin, 2003.
- Lepanthes schultesii Salazar & Soto Arenas, 1996.
- Lepanthes scolex Luer, 1986.
- Lepanthes scolops Luer & R.Vásquez, 1983.
- Lepanthes scopula Schltr., 1912.
- Lepanthes scopulifera Luer & R.Escobar,1997.
- Lepanthes scrotifera Luer & Hirtz, 1996.
- Lepanthes seegeri Luer, 1987.
- Lepanthes selenitepala Rchb.f.,1885.
  - Lepanthes selenitepala subsp. ackermanii Luer, 2002.
  - Lepanthes selenitepala subsp. selenitepala.
- Lepanthes selliana Endres ex Luer, 1995.
- Lepanthes semilaminata Luer & Hirtz, 1996.
- Lepanthes semperflorens Dod ex Luer, 2003.
- Lepanthes serialina Luer & L.Jost, 1998.
- Lepanthes sericinitens Luer & R.Escobar, 1984.
- Lepanthes series Luer & Hirtz, 1987.
- Lepanthes serriola Luer & R.Vásquez, 1983.
- Lepanthes setifera Luer & R.Escobar, 1984.
- Lepanthes sigsigensis Luer & Hirtz, 1993.
- Lepanthes sijmii Luer & Sijm, 2002.
- Lepanthes silenus Luer & Hirtz, 1996.
- Lepanthes sillarensis Schltr., 1913.
- Lepanthes silvae H.Dietr., 1988.
- Lepanthes silverstonei Luer, 2001.
- Lepanthes similis Luer, 1996.
- Lepanthes simplex Hespenh., 1968.
- Lepanthes sinuosa Luer & R.Escobar, 1994.
- Lepanthes skeleton Luer & R.Escobar, 1984.
- Lepanthes smaragdina Luer & R.Escobar, 1994.
- Lepanthes sobrina Luer & Hirtz, 1987.
- Lepanthes solicitor Luer & R.Escobar, 1985.
- Lepanthes sororcula Luer & Hirtz, 1987.
- Lepanthes sousae Salazar & Soto Arenas, 1996.
- Lepanthes spadariae Pupulin, 2001.
- Lepanthes speciosa Luer & Hirtz, 1992.
- Lepanthes spelynx Luer & R.Escobar, 1985.
- Lepanthes splendida Luer & Hirtz, 1993.
- Lepanthes spruceana L.Jost & Luer, 2005.
- Lepanthes staatsiana Luer & L.Jost, 1999.
- Lepanthes stalactites Luer & Hirtz, 1987.
- Lepanthes standleyi Ames, 1925.
- Lepanthes stegastes Luer & Hirtz, 1987.
- Lepanthes stelidantha Garay & Dunst., 1976.
- Lepanthes stelidilabia Luer & R.Escobar, 1991.
- Lepanthes stelidipetala Luer, 1996.
- Lepanthes stenophylla Schltr., 1912.
- Lepanthes stenorhyncha Luer, 1995.
- Lepanthes stenoscleros Schltr., 1920.
- Lepanthes stenosepala Luer & Béhar, 1997.
- Lepanthes steyermarkii Foldats, 1968.
- Lepanthes stimsonii Luer, 2002.
- Lepanthes striata Barb.Rodr., 1881.
- Lepanthes striatifolia Hespenh. & Dod, 1993.
- Lepanthes strumosa Luer & R.Escobar, 1984.
- Lepanthes stupenda Luer, 1983.
- Lepanthes suarezii Salazar & Soto Arenas, 1996.
- Lepanthes suavium Luer & Hirtz, 1996.
- Lepanthes subalpina Urb., 1917.
- Lepanthes subdimidiata Ames & C.Schweinf., 1925.
- Lepanthes subulata Luer & R.Escobar, 1984.
- Lepanthes sulcata Luer & Hirtz, 1996.
- Lepanthes superposita Schltr., 1920.
- Lepanthes surrogata Luer & Hirtz, 1987.
- Lepanthes sybax Luer & Hirtz, 1996.
- Lepanthes synema Luer & Hirtz, 1993.
- Lepanthes systole Luer, 1983.

## T
- A
- B
- C
- D
- E
- F
- G
- H
- I
- J
- K
- L
- M
- N
- Ñ
- O
- P
- Q
- R
- S
- T
- U
- V
- W
- X
- Y
- Z

- Lepanthes tachirensis Foldats, 1968.
- Lepanthes tamaensis Foldats, 1968.
- Lepanthes tanekes Luer & R.Escobar, 1991.
- Lepanthes teaguei Luer, 1996.
- Lepanthes tecpanica Luer & Béhar,1990.
- Lepanthes tectorum Luer & Hirtz, 1987.
- Lepanthes telipogoniflora Schuit. & A.de Wilde,1996.
- Lepanthes tentaculata Luer & Hirtz, 1996.
- Lepanthes tenuiloba R.E.Schult. & Dillon, Rhodora 61: 18 (1959.
- Lepanthes tenuis Schltr. in I.Urban, 1913.
- Lepanthes terborchii Luer & Sijm,2001.
- Lepanthes teres Luer, 1983.
- Lepanthes teretipetala Hespenh. & Dod, 1990.
- Lepanthes terpsichore Luer & Hirtz, 1996.
- Lepanthes tetrachaeta Luer & L.Jost, 2000.
- Lepanthes tetracola Luer & R.Escobar, 1994.
- Lepanthes tetroptera Luer, 1987.
- Lepanthes thalia Luer & Hirtz, 1996.
- Lepanthes thoerleae Luer, 1997.
- Lepanthes thurstoniorum Salazar, 1996.
- Lepanthes thylax Luer & Hirtz, L1987.
- Lepanthes tibouchinicola Luer & R.Escobar, 1983.
- Lepanthes tipulifera Rchb.f., 1866.
- Lepanthes titanica Luer & Hirtz, 1987.
- Lepanthes tomentosa Luer,1991.
- Lepanthes tonduziana Schltr., 1923.
- Lepanthes tortilis Luer & Hirtz, 1996.
- Lepanthes totontepecensis Salazar & Soto Arenas, 1996.
- Lepanthes tracheia Rchb.f., 1886.
- Lepanthes transparens Luer, 1983.
- Lepanthes triangularis Luer, 1994.
- Lepanthes trichidion Luer, 1984.
- Lepanthes trichocaulis Luer & R.Escobar, 1988.
- Lepanthes trichodactyla Lindl., 1860.
- Lepanthes tricuspidata Luer & Sijm, 2002.
- Lepanthes tricuspis Schltr., 1920.
- Lepanthes tridactyla Luer, 2002.
- Lepanthes tridens Ames, 1923.
- Lepanthes tridentata (Sw.) Sw., 1799.
- Lepanthes trifurcata Luer & R.Escobar, 1994.
- Lepanthes trimerinx Luer, 1983.
- Lepanthes trinaria Luer & R.Escobar, 1997.
- Lepanthes triura (Lindl.) Schltr., 1919.
- Lepanthes troglodytes Luer & R.Escobar, 1985.
- Lepanthes troxis Luer & R.Escobar, 1991.
- Lepanthes trullifera Hespenh. & Dod, 1990.
- Lepanthes truncata Luer & Dressler, 1986.
- Lepanthes truncatipetala Dod ex Luer, 2003.
- Lepanthes tsubotae Luer & R.Escobar, 1993.
- Lepanthes tubuliflora Hespenh., 1968.
- Lepanthes tudiana Hespenh. & Dod, 1990.
- Lepanthes tungurahuae Luer & Hirtz, 1987.
- Lepanthes turialvae Rchb.f., 1855.
- Lepanthes turquinoensis Schltr. in I.Urban, 1923.

## U
- A
- B
- C
- D
- E
- F
- G
- H
- I
- J
- K
- L
- M
- N
- Ñ
- O
- P
- Q
- R
- S
- T
- U
- V
- W
- X
- Y
- Z

- Lepanthes umbonata Luer & R.Escobar, 1984.
- Lepanthes umbonifera Endres ex Luer,1995.
- Lepanthes uncifera Luer & R.Escobar,1984.
- Lepanthes unguicularis Hespenh., 1968.
- Lepanthes unijuga Luer & Dalström, 1996.
- Lepanthes unitrinervis Carnevali & I.Ramírez,1993.
- Lepanthes urania Luer & Hirtz,1996.
- Lepanthes urbaniana Mansf., 1926.
- Lepanthes uribei Luer, 2003.
- Lepanthes urotepala Rchb.f., 1856.
- Lepanthes ursula Luer & R.Escobar, 1994.
- Lepanthes usitata Luer & R.Vásquez, 1983.
- Lepanthes uxoria Luer & Hirtz, 1996.

## V
- A
- B
- C
- D
- E
- F
- G
- H
- I
- J
- K
- L
- M
- N
- Ñ
- O
- P
- Q
- R
- S
- T
- U
- V
- W
- X
- Y
- Z

- Lepanthes vaginans Luer & Hirtz, 1993.
- Lepanthes valenciae Luer & R.Escobar, 1984.
- Lepanthes valerioi Luer, 1996.
- Lepanthes vareschii Garay, 1956.
- Lepanthes vasquezii Luer, 1983.
- Lepanthes vatrax Luer, 1983.
- Lepanthes velata Luer & Hirtz, 1987.
- Lepanthes veleziana Stimson, 1970.
  - Lepanthes veleziana var. retusicolumna Stimson, 1969 publ. 1970.
  - Lepanthes veleziana var. veleziana.
- Lepanthes velifera Luer & Béhar, 1991.
- Lepanthes vellicata Luer & Hirtz, 1996.
- Lepanthes venezuelensis Foldats, 1968.
- Lepanthes venusta Luer & R.Escobar, 1994.
- Lepanthes vermicularis Luer, 1983.
- Lepanthes versicolor Luer & R.Vásquez,1984.
- Lepanthes vespa Luer & R.Vásquez, 1983.
- Lepanthes vespertilio Rchb.f., 1856.
- Lepanthes via-incarum Luer & Hirtz, 1987.
- Lepanthes viahoensis Luer & R.Escobar, 1997.
- Lepanthes vibrissa Luer & Hirtz, 1987.
- Lepanthes viebrockiana Luer & L.Jost, 1998.
- Lepanthes vieirae Luer & R.Escobar, 1988.
- Lepanthes villosa Løjtnant, 1977.
- Lepanthes vinacea Hespenh., 1968.
- Lepanthes vivipara Salazar & Soto Arenas, 1996.
- Lepanthes vogelii Luer & R.Vásquez, 1991.
- Lepanthes volador Luer & Hirtz, 1996.
- Lepanthes volsella Luer & R.Escobar, 1984.
- Lepanthes volvox Luer & R.Escobar, 1984.
- Lepanthes voodoo Tremblay & Ackerman, 2001.
- Lepanthes vulpina Luer & Sijm, 2002.

## W
- A
- B
- C
- D
- E
- F
- G
- H
- I
- J
- K
- L
- M
- N
- Ñ
- O
- P
- Q
- R
- S
- T
- U
- V
- W
- X
- Y
- Z

- Lepanthes wageneri Rchb., 1855.
- Lepanthes wendlandii Rchb.f., 1866.
- Lepanthes wendtii Salazar & Soto Arenas, 1996.
- Lepanthes werneri Luer, 2002.
- Lepanthes whittenii Pupulin & Bogarín, 2004.
- Lepanthes williamsii Salazar & Soto Arenas, 1992.
- Lepanthes woodburyana Stimson, 1970.
- Lepanthes woodfredensis Luer, 1998.
- Lepanthes woodiana Fawc. & Rendle, 1909.
- Lepanthes wrightii Rchb.f., 1865.
- Lepanthes wullschlaegelii Fawc. & Rendle, 1909.

## X
- A
- B
- C
- D
- E
- F
- G
- H
- I
- J
- K
- L
- M
- N
- Ñ
- O
- P
- Q
- R
- S
- T
- U
- V
- W
- X
- Y
- Z

- Lepanthes xenos Luer & Hirtz, 1987.
- Lepanthes ximenae Luer, 1983.

## Y
- A
- B
- C
- D
- E
- F
- G
- H
- I
- J
- K
- L
- M
- N
- Ñ
- O
- P
- Q
- R
- S
- T
- U
- V
- W
- X
- Y
- Z

- Lepanthes yanganae Luer & Hirtz, 1987.
- Lepanthes yubarta E. Calderón-Saénz, 2011.
- Lepanthes yunckeri Ames, 1938.
- Lepanthes yuvilensis Catling, 1990.

## Z
- A
- B
- C
- D
- E
- F
- G
- H
- I
- J
- K
- L
- M
- N
- Ñ
- O
- P
- Q
- R
- S
- T
- U
- V
- W
- X
- Y
- Z

- Lepanthes zamorensis Luer & Hirtz, 1996.
- Lepanthes zapatae Luer & R.Escobar, 1994.
- Lepanthes zapotensis Dod, 1993.
- Lepanthes zettleri Foldats, 1961.
- Lepanthes zongoensis Luer, 1983.
- Lepanthes zunagensis Luer & Hirtz, 1996.
- Lepanthes zygion Luer, 1983.